# Dzięcioł smugoszyi
Dzięcioł smugoszyi (Dryocopus pileatus) – gatunek ptaka z rodziny dzięciołowatych (Picidae), zamieszkujący Amerykę Północną. Nie jest zagrożony.

## Podgatunki i zasięg występowania
Dzięcioł smugoszyi występuje w zależności od podgatunku:
- D. pileatus abieticola – południowa Kanada na południe do zachodnich, północno-środkowych i północno-wschodnich USA
- D. pileatus pileatus – południowo-wschodnie USA

Proponowane podgatunki picinus (opisany z Kolumbii Brytyjskiej) i floridanus (Floryda) nie są uznawane.

## Morfologia

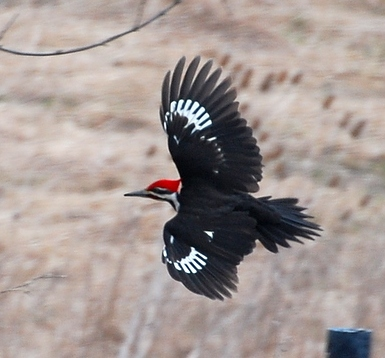
Dzięcioł smugoszyi w locie

Długość ciała 40–48 cm; masa ciała podgatunku abieticola 250–340 g. Duży, pióra czarne, szkarłatny czubek i biała maska. Czarny pasek oczny rozciąga się na potylicę; wąsy o barwie czarnej zaginają się ku dołowi, łącząc się na piersi. U samca czerwone pióra na czole i u podstawy wąsów. U samicy czoło i całe wąsy ciemne. Spód skrzydeł biały, dobrze widać białą barwę podczas falistego lotu. Młode szare, gardło z kreskami, pomarańczowy czubek.

## Ekologia i zachowanie
Środowisko
Zamieszkuje dojrzałe lasy liściaste i mieszane niemal każdego rodzaju. Można go również spotkać w młodszych lasach, w których występują rozproszone, duże, martwe drzewa lub duże zasoby drzew powalonych, rozkładających się. W całym swoim zasięgu dzięcioły te występują także na obszarach podmiejskich z dużymi drzewami i płatami lasów.
Rozród
W sezonie wyprowadza jeden lęg. Gniazduje w wykutych przez siebie dziuplach, rzadko wykorzystuje dziuple z poprzednich lat. Kuciem dziupli zajmuje się głównie samiec, samica pomaga mu szczególnie wtedy, gdy budowa zbliża się ku końcowi. Nie wyścieła gniazda materiałem innym niż skrawki drewna odłupane w trakcie kucia. W zniesieniu 3–5 białych jaj. Inkubacja trwa 15–18 dni. Młode są w pełni opierzone po 24–31 dniach od wyklucia.
Pożywienie
Dzięcioł smugoszyi żywi się głównie mrówkami, ale zjada też larwy chrząszczy, termity i inne owady, takie jak muchy, ćmy, gąsienice, karaczany czy koniki polne. Skład diety uzupełniają dzikie owoce i orzechy. Czasami ptaki te odwiedzają przydomowe karmniki w poszukiwaniu nasion lub łoju.

## Status
IUCN uznaje dzięcioła smugoszyjego za gatunek najmniejszej troski (LC – Least Concern) nieprzerwanie od 1988 roku. Organizacja Partners in Flight w 2017 roku szacowała liczebność populacji na około 1,9 miliona dorosłych osobników. Trend liczebności populacji uznawany jest za wzrostowy.